# Perses
|  | Per a altres significats, vegeu «Perses (poeta)». |

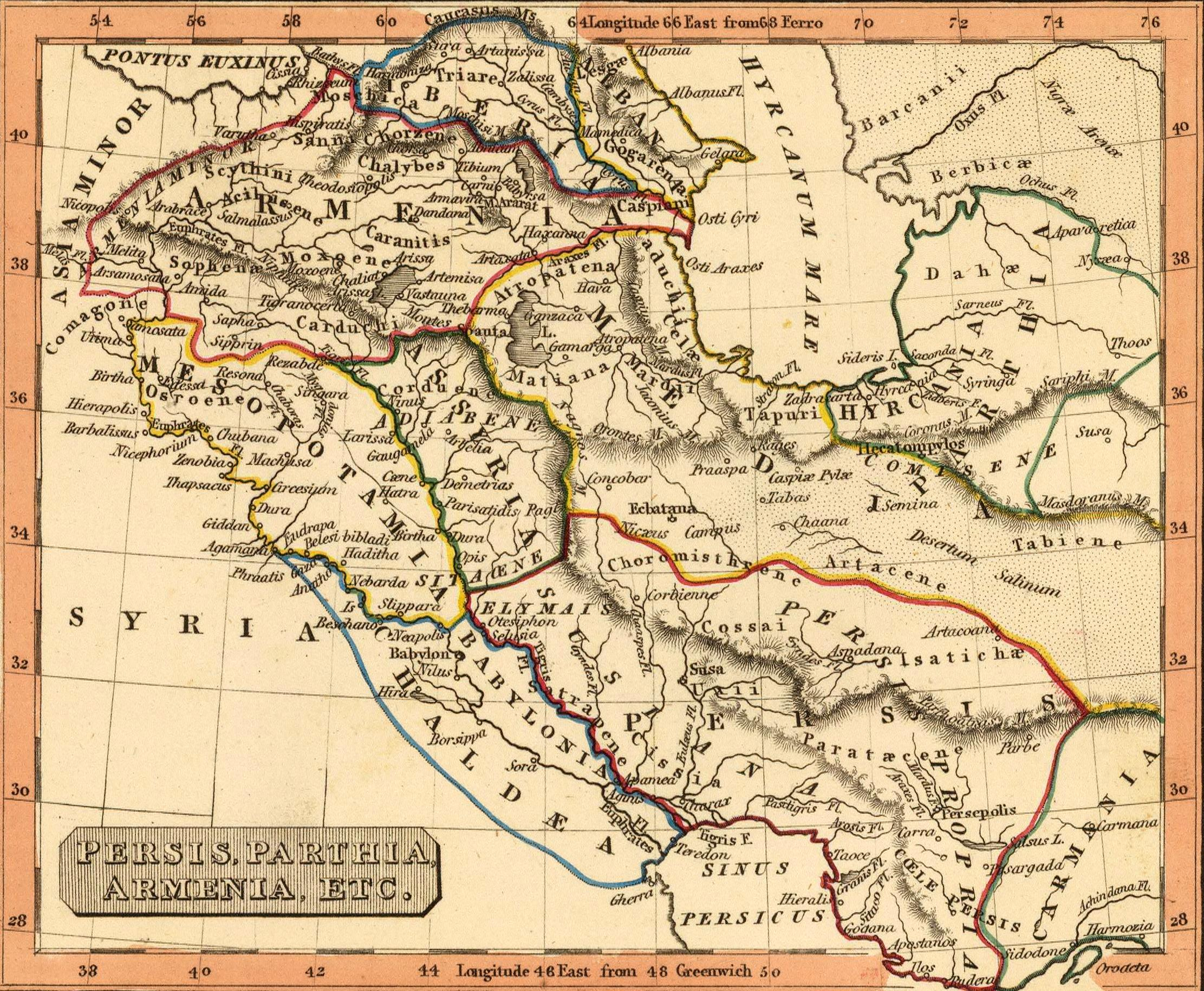

Els perses van ser una branca del poble ari establert a l'Altiplà Iranià, que vivia a la província coneguda per Persis. Posteriorment es va anomenar perses a tots els subjectes dels reis aquemènides i sassànides. Els perses com els medes eren del grup arya (paraula sànscrita que vol dir "descendència noble") que dona nom al modern Iran (Aryan) i a l'Iraq (Ariaka). El nom de perses deriva de la paraula sànscrita parasa.
Heròdot diu que el seu antic nom fou arteis (artaei) i divideix el perses en tres classes: guerrers, caps de família i nòmades. De la primera classe hi havia tres subdivisions: els pasàrgades, els marafis i els maspis. La dinastia aquemènida pertanyia als pasàrgades. Els caps de família es dividien en pantialeus, derusieus i germanis; i la classe dels nòmades en dai, mardi, dropici i sagartii.
Heròdot descriu els soldats perses (de Persis) i especialment esmenta la seva cavalleria; Estrabó també esmenta algunes costums del poble. En religió eren adoradors del foc amb una dualitat entre el bé i el mal (Hormuzd i Ahriman). La seva llengua era indoeuropea i connectada al sànscrit. Estaven governats per una monarquia rígida que vivia en palaus separada del poble. Sota l'imperi els reis van traslladar la seva residència d'estiu a Ecbàtana, a la primavera a Susa, i a l'hivern a Babilònia. Els reis tenien un gran harem i eren adorats pels seus súbdits com a representants a la terra d'Hormuzd. Les decisions dels reis eren irrevocables.
Sota l'imperi es va establir una administració per satrapies on es reproduïa el protocol de la cort reial. Inicialment les satrapies foren vint, però després el nombre es va incrementar per subdivisió de les més grans.